# Alonso Meana
Alonso Meana Pérez (Gijón, Asturias, 20 de marzo de 2000) es un jugador de baloncesto español que mide 1,80 metros y actualmente juega de base en el Zornotza Saskibaloi Taldea de la Liga LEB Plata.

## Trayectoria
Alonso Meana se formó en la cantera del Oviedo Club Baloncesto, comenzando a jugar en el club en categoría cadete, aunque siempre disputando minutos con los equipos de edades superiores a la suya. En la temporada 2016-2017, año de la Copa Princesa, Alonso Meana debutó con el primer equipo en un encuentro en el que el Oviedo Club Baloncesto venció al Cáceres Patrimonio por 88-78 en la Jornada 4. 
Al término de la temporada 2018-19, se marcha a Estados Unidos para estudiar en la Universidad de Illinois Springfield, para formar parte de los UIS Prairie Stars de la NCAA II.
Para la temporada 2020-2021 se transfiere a los Hawks de Holy Names University en California. La crisis del COVID-19 dificultó su viaje a Norteamérica y obligó a la cancelación de la temporada por parte de la universidad, por lo que Alonso decide renunciar a jugar en la liga americana.
El 26 de febrero de 2021, el jugador regresa al Oviedo Club Baloncesto de la Liga LEB Oro.
El 5 de enero de 2023, tras rescindir su contrato con el Oviedo Club Baloncesto, firma hasta final de la temporada por el Baloncesto Talavera de la Liga LEB Plata.
El 9 de septiembre de 2023, firma por el Zornotza Saskibaloi Taldea de la Liga LEB Plata.